# Protocolo de Conferência por Internet Segura
Projecto SILC desenvolve o protocolo Secure Internet Live Conferencing, que foi projectado para fornecer serviços de conferência e de elevada segurança. O projecto SILC tem coordenado e desenvolvido já nos passados anos e as especificações foram feitas disponíveis através do Internet Engineering Task Force (IETF). O objectivo do projecto SILC é de normalizar inteiramente o protocolo do SILC no IETF.